# Syzygium gilletii
Syzygium gilletii är en myrtenväxtart som beskrevs av De Wild.. Syzygium gilletii ingår i släktet Syzygium och familjen myrtenväxter. Inga underarter finns listade i Catalogue of Life.